# Лик (син на Пандион)
Вижте пояснителната страница за други значения на Лик.
Лик (на старогръцки: Λύκος, Lykos) в древногръцката митология е син на Пандион (цар на Атина и Мегара) и на Пилия.
След смъртта на Пандион, Лик и неговите братя Егей, Нис, и Палант (наричани Пандиониди) вземат контрола над Атина от Метион, който е отнел трона на Пандион. Те разделят управлението на четири, но Егей става цар на Атина. Лик получава Евбея. Лик е изгонен от Егей и бяга първо в Андания в Месения. След това Лик отива при Сарпедон в страната на Солимите. На него живеещите там термили са наречени Ликийци, а страната е наречена Ликия.
Лик е почитан в Атина като герой (heros) и един Аполон-храм е наречен на него Apollon Lykeios. Той бил профет. Неговите потомци се наричат Ликомиди.